# 쉬망 선언
슈만 선언(Schuman Declaration)은 프랑스 외무장관 로베르 쉬망(프랑스어: Robert Schuman)이 1950년 5월 9일의 한 기자회견에서 독일과 프랑스를 중심으로 한 서유럽의 석탄 철강산업을 초국가적 가구하에 통합할 것을 제창하였다. 이 자리에서 그는 "그와 같은 계획의 채택이 유럽 연방(European Federation)을 향한 첫걸음이 될 것이며, 오랫동안 전쟁물자의 생산에 맡겨져 왔던 지역들의 운명을 변경시키게 될 것"이라고 선언하였다. 쉬망의 설계는 결국 영국이 불참한 가운데 1951년에 실현되었다. 즉, 1951년 4월 18일 ECSC(European Coal and Steel Community)설립조약이 파리에서 서명되어 그 이듬해 1952년 7월 25일에 발효하였다. 서명국은 베네룩스 3국과 독일, 프랑스, 이탈리아였다.

## 같이 보기
- 유럽 연합
- 로베르 쉬망